# Igor Štimac
Igor Štimac, född 6 september 1967 i Metković i dåvarande Jugoslavien (nuvarande Kroatien) är en kroatisk före detta fotbollsspelare och senare fotbollstränare. Han är sedan 2018 förbundskapten i Indiens fotbollslandslag.